# Terence Hill
Terence Hill, nome artístico de Mario Giuseppe Girotti, (Veneza, 29 de março de 1939) é um ator, diretor de cinema, roteirista e produtor de cinema italiano.
Terence Hill estrelou muitos filmes de ação e comédia, muitos deles em dupla com o amigo e parceiro de longa data Bud Spencer. Durante o auge de sua popularidade, Hill estava entre os atores mais bem pagos da Itália. Os filmes mais vistos de Hill incluem westerns cômicos e padronizados all'Italiana ("faroeste de estilo italiano", coloquialmente chamados "spaghetti westerns"), alguns baseados em romances populares do autor alemão Karl May sobre a fronteira americana. Terence Hill também teve uma carreira de sucesso na televisão italiana.

## Carreira
Estrelou filmes de ação e faroeste com o parceiro Bud Spencer. Ficou famoso pelo personagem Trinity ("A mão direita do Diabo"). Entre os seus filmes de faroeste mais famosos ha tambem Il mio nome è Nessuno, no qual foi parceiro de Henry Fonda. Mais recentemente interpretou o herói dos quadrinhos Lucky Luke.
Segundo de três filhos de mãe alemã e de pai italiano, um químico. Na infância viveu na pequena vila Lommatzsch, Alemanha durante a Segunda Guerra Mundial.

## Vida pessoal
Hill é casado com Lori Hill desde 1967. Ambos tiveram dois filhos, Jess (nascido em 1969) e Ross (1973-1990). Ross, no entanto, morreu em um acidente de carro em Stockbridge, Massachusetts, no inverno de 1990, enquanto Terence se preparava para filmar Lucky Luke (1991) no rancho Bonanza Creek, perto de Santa Fé, Novo México.

## Filmografia selecionada

### Como ator
- 1953 - Il viale della speranza
- 1953 - La voce del silenzio
- 1953 - Un Amore per te
- 1953 - Villa Borghese
- 1954 - Vacanze col gangster
- 1955 - La vena d'oro
- 1955 - Gli sbandati
- 1955 - Divisione Folgore
- 1956 - Guaglione
- 1956 - Mamma sconosciuta
- 1956 - I vagabondi delle stelle
- 1957 - Lazzarella
- 1957 - La grande strada azzurra
- 1958 - Il Novelliere: Il ritratto di Dorian Gray
- 1958 - Anna di Brooklyn
- 1958 - La spada e la croce
- 1959 - Primo Amore
- 1959 - Il padrone delle ferriere
- 1959 - Juke box urli d'amor
- 1960 - Annibale
- 1959 - Spavaldi e innamorati
- 1959 - Cerasella
- 1960 - Cartagine in fiamme
- 1960 - Un militare e mezzo
- 1961 - Giuseppe venduto dai fratelli
- 1961 - Le meraviglie di Aladino
- 1961 - Pecado de amor
- 1962 - Il Dominatore dei sette mari
- 1962 - Il giorno più corto
- 1963 - Il gattopardo, de Luchino Visconti - (O Leopardo)
- 1967 - Dio perdona... io no!, de Giuseppe Colizzi -
- 1967 - Little Rita nel West,  de Ferdinando Baldi - (Os Pistoleiros Do Oeste)
- 1967 - The crazy kids of the war - (Trinity vai à guerra)
- 1968 - Preparati la bara!, de Ferdinando Baldi - (Viva Django!)
- 1968 - I quattro dell'ave maria, de Giuseppe Colizzi - (Assim Começou Trinity - Os Quatro da Ave Maria)
- 1969 - La collina degli stivali, de Giuseppe Colizzi (Boot Hill - A Colina dos Homens Maus)
- 1970 - Lo chiamavano Trinità, de E.B. Clucher (Enzo Barboni) - (Chamam-me Trinity)
- 1971 - Il corsaro nero, de Vincent Thomas (Enzo Gicca Palli) - (Corsário Negro)
- 1971 - ...continuavano a chiamarlo Trinità, de E.B. Clucher (Enzo Barboni) - (Trinity Ainda é Meu Nome)
- 1972 - Più forte ragazzi!, de Giuseppe Colizzi - (Dá-lhe Duro, Trinity)
- 1972 - Il vero e il falso
- 1972 - ...E poi lo chiamarono il magnifico de E.B. Clucher (Enzo Barboni) (en: Man of the East - br.: E agora me chamam O Magnífico)
- 1973 - Il mio nome è Nessuno, de Tonino Valeril e Sergio Leone - (Meu Nome É Ninguém)
- 1973 - …Altrimenti ci arrabbiamo!, de Marcello Fondato - (A Dupla Explosiva)
- 1974 - Porgi l’altra guancia, de Franco Rossi - (Dois Missionários do Barulho)
- 1975 - Un genio, due compari, un pollo, de Damiano Damiani e Sergio Leone - (Trinity e Seus Companheiros)
- 1977 - I due superpiedi quasi piatti, de E.B. Clucher (Enzo Barboni) - (Dois Tiras Fora de Ordem)
- 1977 "March or Die", de Dick Richards - ("Marcha ou Morre")
- 1978 - Pari e dispari, de Sergio Corbucci - (Par ou Ímpar)
- 1979 - Io sto con gli ippopotami, de Italo Zingarelli - (Nós Jogamos com os Hipopótamos)
- 1980 - Poliziotto superpiù, de Sergio Corbucci - (Super Snooper - Um tira genial)
- 1981 - Chi trova un amico trova un tesoro, de Sergio Corbucci - (Quem Encontra um Amigo, Encontra um Tesouro)
- 1983 - Nati con la camicia, de E.B. Clucher (Enzo Barboni) - (Dois Loucos com Sorte)
- 1984 - Non c'è due senza quattro, de E.B. Clucher (Enzo Barboni) - (Eu, Você, Ele e os Outros)
- 1985 - Miami supercops - I Poliziotti dell’8º strada, de Bruno Corbucci - (Os Dois Super Tiras em Miami)
- 1987 - Renegade - Un Osso Troppo Duro, de Enzo Barboni (Renegado - Um Osso Duro de Roer)
- 1994 - Botte di Natale, de Terence Hill - (A Volta de Trinity ou Os Encrenqueiros)
- 1997 - Potenza virtuale, com Anthony M. Dawson
- 2009 - Doc West, de Marco Barboni, Luca Biglione, Marcello Olivieri e adaptação Jess Hill - (Doc West) Terence Hill

### Como diretor
- 2017 - II Mio Nome è Thomas (My Name Is Thomas).

## Galeria de imagens

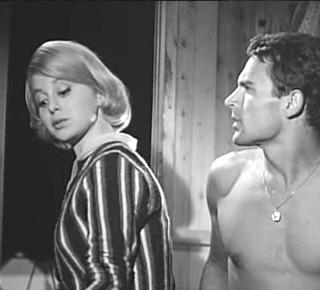
Terence Hill e Alessandra Panaro na cena do filme Cerasella (1959)
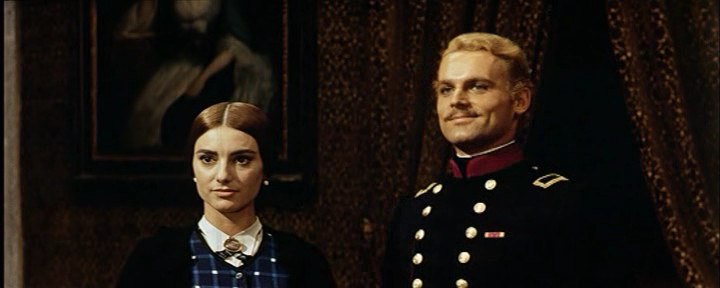
Cena de seu primeiro filme, Il Gattopardo (O Leopardo), de Luchino Visconti, em 1963
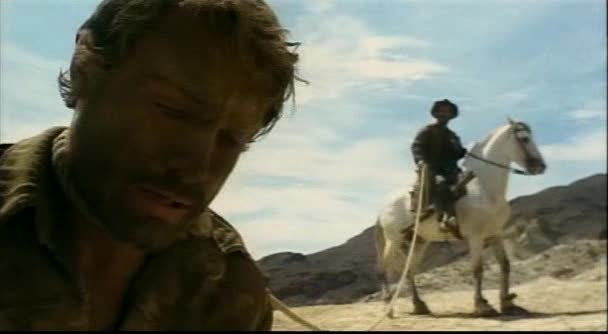
Na cena do filme Dio perdona... io no! em 1967
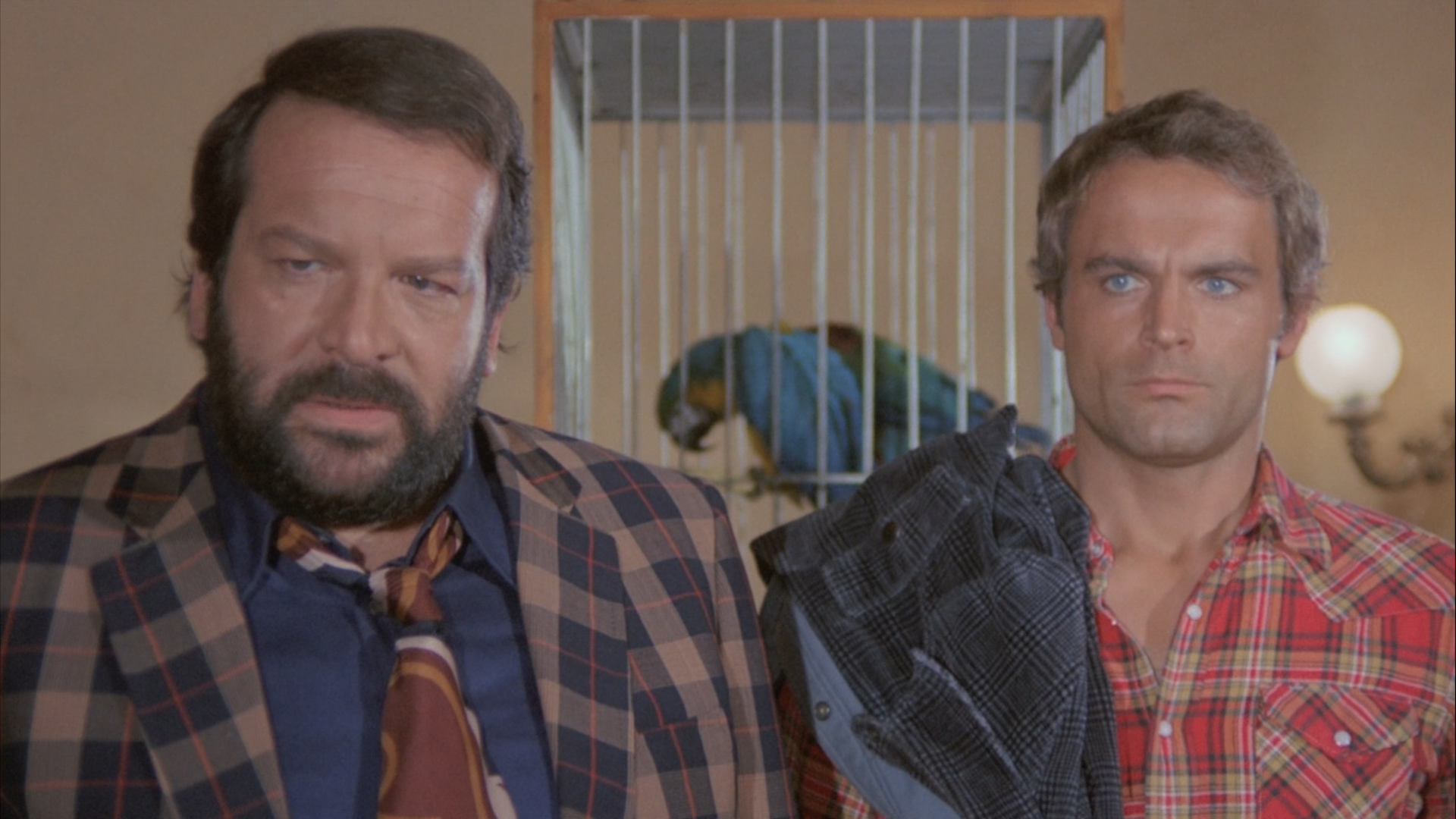
Terence Hill e Bud Spencer na cena de um filme ...altrimenti ci arrabbiamo! em 1974
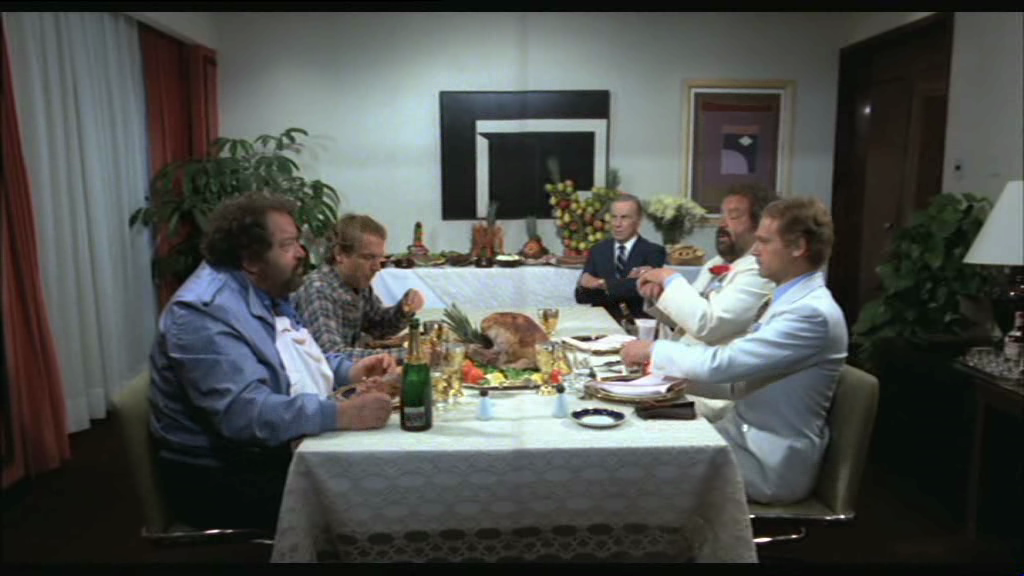
Contracenando com Bud Spencer no filme "Non c'è Due Senza Quattro (Eu, Você, Ele e os Outros), de 1984
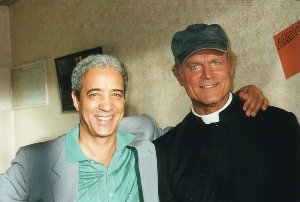
Terence Hill e Kadour Naimi na série Don Matteo em 2001
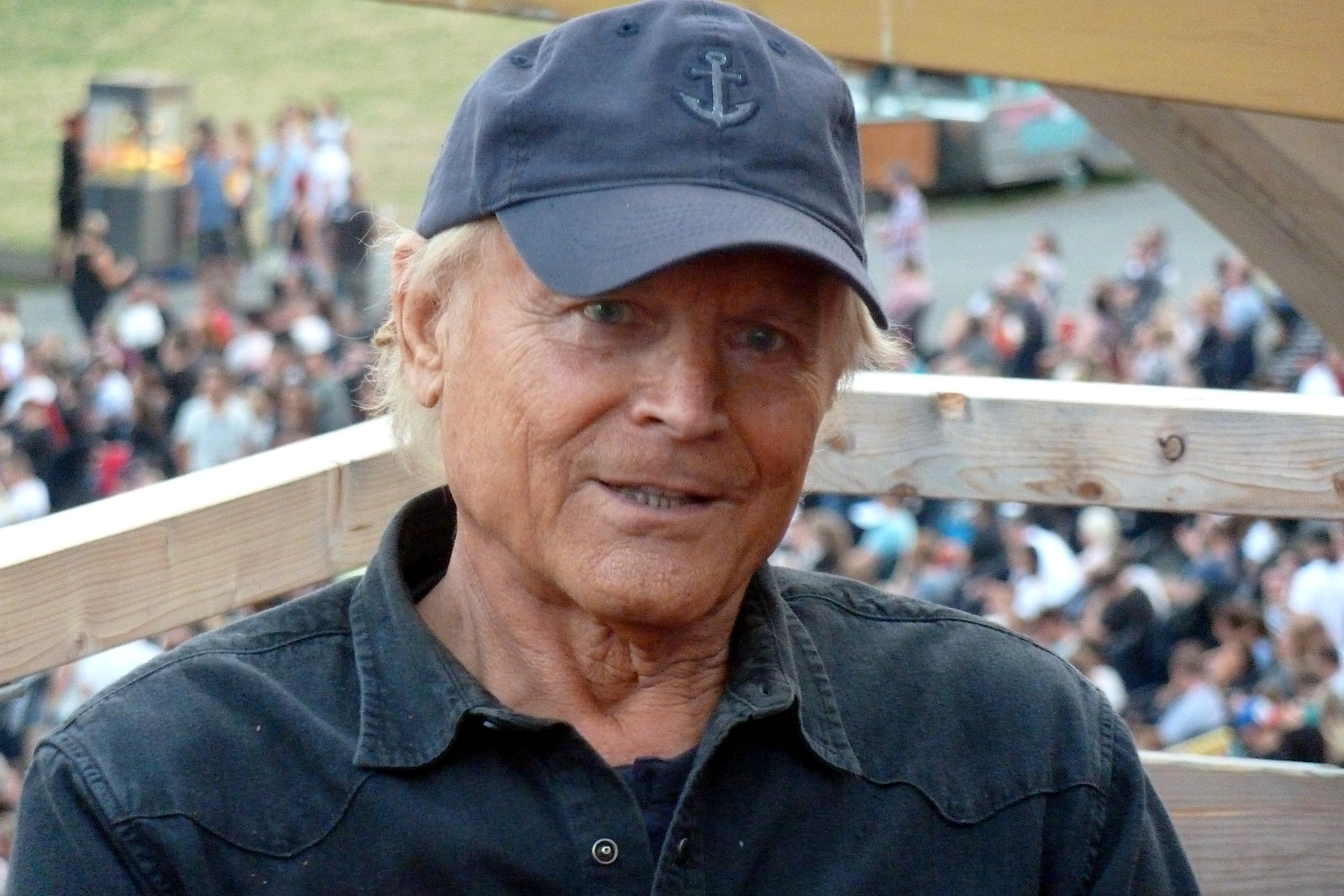
Terrence Hill em 2018